# Magatzems Santacana Roig
Els Magatzems Santacana Roig, o Cal Blay, és un edifici noucentista de Domènec Boada i Piera protegit com a bé cultural d'interès local del municipi de Sant Sadurní d'Anoia (Alt Penedès).

## Descripció
És un edifici d'una sola planta, irregular i adaptada a la configuració dels carrers que l'envolten. Els elements més interessants que presenta són sis voltes atirantades de maó de pla amb bigues de gelosia, reflectides exteriorment als paraments laterals de la façana. Hi ha una sola porta d'accés pel xamfrà. La decoració es concentra fonamentalment a la façana principal, amb una combinació d'elements d'inscripció clàssica i naturalista (palmeta de coronament, pinacles, garlandes florals...) que respon a un cert eclecticisme basat en les estètiques modernistes i noucentistes.

## Història
El 1912 els germans Rovira Santacana, Josep i Salvador, van començar a projectar aquest magatzem, probablement un celler, després de la recuperació de la producció vitivinícola.
Abans de l'execució d'aquesta obra, es va cedir una part del terreny per tal de prolongar el
carrer de la Riera eixamplant el pas existent.